# Садовка (Самарская область)
Садовка — село в Пестравском районе Самарской области. Входит в состав сельского поселения Пестравка. 

## География
Находится на расстоянии менее 4 километров на юг от районного центра села Пестравка.

## Население
Постоянное население составляло 24 человека (русские 83%) в 2002 году, 54 в 2010 году.